# Stazione di Macherio-Sovico
Stazione di Macherio-Sovico vasútállomás Olaszországban, Lombardia régióban, mely Macherio és Sovico településeket szolgálja ki.

## Vasútvonalak
Az állomást az alábbi vasútvonalak érintik:
- Seregno–Bergamo-vasútvonal

## Kapcsolódó állomások
A vasútállomáshoz az alábbi állomások vannak a legközelebb:
- Stazione di Lesmo (Seregno–Bergamo-vasútvonal, kelet)
- Stazione di Seregno (Seregno–Bergamo-vasútvonal, nyugat)